# Selección femenina de hockey sobre césped de Uruguay
La selección femenina de hockey sobre césped de Uruguay es el equipo nacional que representa a Uruguay en las competiciones internacionales femeninas de hockey sobre césped. Es gobernada por la Federación Uruguaya de Hockey sobre Césped (FUHC).

## Resultados

### Juegos Panamericanos
- La Habana 1991: no participó
- Mar del Plata 1995: no participó
- Winnipeg 1999: no participó
- Santo Domingo 2003:
- Río de Janeiro 2007: 7.º
- Guadalajara 2011: no participó
- Toronto 2015: 5.º
- Lima 2019: 5.º

### Copa Panamericana
- Kingston 2001: 4.º[2]
- Bridgetown 2004: 4.º[2]
- Hamilton 2009: no participó
- Mendoza 2013: 6.º[2]
- Lancaster 2017: 5.º

### Campeonato Suramericano
- Santiago de chile 2003: [3]
- Buenos Aires 2006: [3]
- Montevideo 2008: [3]
- Río de Janeiro 2010: [3]
- Santiago de chile 2013: [3]
- Santiago de chile 2014: [3]
- Chiclayo 2016: [3]
- Cochabamba 2018:

### Juegos Suramericanos
- Buenos Aires 2006:
- Santiago de Chile 2014:
- Cochabamba 2018:

### Liga Mundial
- 2012-13: 21.º
- 2014-15: 19.º
- 2016-17: 23.º